# Puritan Village: The Formation of a New England Town
Puritan Village: The Formation of a New England Town (en français : Un village puritain : la formation d'une nouvelle ville anglaise est un livre de l'historien américain Sumner Chilton Powell, publié en 1963 par la Wesleyan University Press, qui a valu à l'auteur, en 1964, le prix Pulitzer d'histoire,,,. Il examine les données historiques de Sudbury entre 1638 et 1660 , dans la perspective de montrer comment la ville s'est développée principalement grâce à l'arrivée d'émigrants originaires de Watertown, en reconstituant les données des colons depuis leurs origines en Angleterre. 

## Éditions
- Puritan Village: The Formation of a New England Town, Middletown, Wesleyan University Press, 1963  (ISBN 978-0-8195-7268-4)